# 1974 في الولايات المتحدة
فيما يلي قوائم الأحداث التي وقعت خلال عام 1974 في الولايات المتحدة.

## سياسة

### تعيين في المنصب
- 1 يناير – نيل أبركرومبي عضو مجلس النواب في هاواي.
- 1 يناير – هاوراد بيرمان عضو جمعية ولاية كاليفورنيا.
- 9 مايو – وليام سايمون وزير الخزانة الأمريكي.
- 9 أغسطس – بيتي فورد السيدة الأولى للولايات المتحدة.
- 9 أغسطس – جيرالد فورد رئيس الولايات المتحدة.
- 2 ديسمبر – جاي سترنر هاموند حاكم ألاسكا  [لغات أخرى]‏.
- 24 ديسمبر – جون غلين عضو مجلس الشيوخ الأمريكي.

### انتهاء فترة المنصب
- 1 يناير – فريدريك كارلتون ويند نائب رئيس أركان جيش الولايات المتحدة [الإنجليزية]‏.
- 1 يناير – ماكس بوكس عضو مجلس نواب مونتانا.
- 8 أبريل – جون وارنر الأمين العام.
- 9 أغسطس – بات نيكسون السيدة الأولى للولايات المتحدة.
- 9 أغسطس – بيتي فورد السيدة الثانية للولايات المتحدة.
- 9 أغسطس – رون زيغلر السكرتير الصحفي للبيت الأبيض.
- 9 أغسطس – ريتشارد نيكسون رئيس الولايات المتحدة.
- 2 ديسمبر – جون أنطوني بيرنز حاكم هاواي [الإنجليزية]‏.
- 2 ديسمبر – ويليام ألن إيغان حاكم ألاسكا  [لغات أخرى]‏.
- 31 ديسمبر – تشارلز مالكولم ويلسون حاكم نيويورك [الإنجليزية]‏.
- 31 ديسمبر – جيمس ويليام فولبرايت عضو مجلس الشيوخ الأمريكي.
- 31 ديسمبر – هيو كاري عضو مجلس النواب الأمريكي.

## رياضة
- 1 يناير – أمريكا المفتوحة 1974
- 6 أكتوبر – جائزة الولايات المتحدة الكبرى 1974 الفائز كارلوس ريوتيمان.

## ظهور
- 1 يناير – بيبول

## أفلام
من الأفلام التي صدرت هذه السنة في الولايات المتحدة:
- 1 يناير – أطول يارد من إخراج Robert Aldrich [الإنجليزية]‏.
- 1 يناير – أليس لم تعد تعيش هنا من إخراج مارتن سكورسيزي.
- 1 يناير – الحي الصيني من إخراج رومان بولانسكي.
- 1 يناير – الزلزال من إخراج مارك روبسون.
- 1 يناير – الطريق الذي كنا عليه من إخراج سيدني بولاك.
- 1 يناير – اللدغة من إخراج جورج هيل.
- 1 يناير – المحادثة من إخراج فرانسيس فورد كوبولا.
- 1 يناير – بلازينج سادلس من إخراج ميل بروكس.
- 1 يناير – رحلة سندباد الذهبية من إخراج Gordon Hessler [الإنجليزية]‏.
- 1 يناير – طارد الأرواح الشريرة من إخراج ويليام فريدكن.
- 1 يناير – غاتسبي العظيم من إخراج جاك كلايتون.
- 1 يناير – قوة الماغنوم من إخراج تيد بوست.
- 1 يناير – ليني من إخراج بوب فوس.
- 1 يناير – هاري وتونتو من إخراج Paul Mazursky [الإنجليزية]‏.
- 1 أغسطس – زخرفة أمريكية من إخراج جورج لوكاس.
- 1 أكتوبر – مجزرة منشار تكساس من إخراج توبي هوبر.
- 12 ديسمبر – الجزء الثاني من إخراج فرانسيس فورد كوبولا.
- 14 ديسمبر – الجحيم المرتفع من إخراج جين ألين، John Guillermin [الإنجليزية]‏.
- 15 ديسمبر – فرانكشتاين الصغير من إخراج جين وايلدر، ميل بروكس.
- 16 ديسمبر – بابيلون من إخراج فرانكلين شافنر.

## برامج ومسلسلات وأنمي
- عالم آخر
- كولمبو
- مودي
- حي السيد روجرز
- أز ذا وورلد تيرنز
- أيام سعيدة
- بيت صغير على المرج
- سامرسيت
- غان سموك
- هاواي فايف أو
- غايدنغ لايت

## كتب
من الكتب التي صدرت هذه السنة في الولايات المتحدة:
- 1 يناير – عناصر أسلوب البرمجة من تأليف P. J. Plauger [الإنجليزية]‏.
- 1 فبراير – الفك المفترس من تأليف بيتر بنشلي.
- 5 أبريل – كاري من تأليف ستيفن كينغ.

## مواليد

### يناير
- 1 يناير – ميسون زايد
- 3 يناير – جيسون ساسر لاعب كرة سلة أمريكي.
- 6 يناير – بول غرانت
- 9 يناير – أوماري هاردويك ممثل أمريكي.
- 12 يناير – جيريمي بايتس ملاكم من الولايات المتحدة الأمريكية.
- 21 يناير – ديف جورجر
- 22 يناير – كريستال روبنسون لاعبة كرة سلة أمريكية.
- 23 يناير – تيفاني ثايسن ممثلة أمريكية.
- 24 يناير – إد هيلمز
- 28 يناير – توني ديلك
- 30 يناير – تيركين موت لاعب كرة سلة أمريكي.
- 31 يناير – أوثيلا هارينغتون

### فبراير
- 1 فبراير – فاليري محفوظ ملاكمة من الولايات المتحدة الأمريكية.
- 1 فبراير – والتر مكارتي
- 8 فبراير – سيث غرين ممثل أمريكي.
- 9 فبراير – أمبير فاليتا عارضة أزياء وممثلة أمريكية.
- 9 فبراير – جون والاس لاعب كرة سلة من الولايات المتحدة الأمريكية.
- 10 فبراير – إليزابيث بانكس ممثلة أمريكية.
- 11 فبراير – ألكس جونز
- 11 فبراير – عيسى مصطفى
- 12 فبراير – ليزا برينر ممثلة أمريكية.
- 16 فبراير – ماهرشالا علي ممثل أمريكي.
- 17 فبراير – جيري أوكونيل ممثل أمريكي.
- 18 فبراير – جيليان مايكلز
- 27 فبراير – كولين إدواردز متسابق دراجات نارية من الولايات المتحدة الأمريكية.

### مارس
- 1 مارس – براندون فيتي
- 1 مارس – مارك بول جوسلار ممثل أمريكي.
- 3 مارس – ديفيد فاوستينو
- 4 مارس – ديفيد واغنر
- 5 مارس – إيفا ميندز ممثلة أمريكية.
- 5 مارس – كيفن كونولي
- 10 مارس – بيز ستون
- 12 مارس – كريس كار لاعب كرة سلة أمريكي.
- 14 مارس – غريس بارك
- 21 مارس – لورا ألين
- 22 مارس – ماركوس كامبي لاعب كرة سلة أمريكي.
- 23 مارس – إريك واشنطن لاعب كرة سلة أمريكي.
- 24 مارس – أليسن هانيغان ممثلة أمريكية.
- 26 مارس – ناتاشا ليجيرو

### أبريل
- 2 أبريل – كريس روبنسون لاعب كرة سلة أمريكي.
- 2 أبريل – هارولد هنتر
- 3 أبريل – ماركوس براون لاعب كرة سلة أمريكي.
- 4 أبريل – ديف ميرا
- 8 أبريل – كريس كايل أعظم قناص في تاريخ الجيش الأمريكي.
- 9 أبريل – جينا جيمسون ممثلة إباحية أمريكية.
- 10 أبريل – ديفيد هاربر ممثل أمريكي.
- 10 أبريل – عمر متولي ممثل أمريكي.
- 11 أبريل – ديفيد بانر
- 12 أبريل – مارلي شيلتن ممثلة أمريكية.
- 18 أبريل – مادلين بيرو
- 21 أبريل – اورلاندو جوردن مصارع محترف من الولايات المتحدة الأمريكية.
- 23 أبريل – باري واتسون ممثل أمريكي.
- 28 أبريل – إيريك فايل

### مايو
- 3 مايو – جوزيف كوزينسكي
- 4 مايو – آير فورس إيمي عاهرة أمريكية.
- 5 مايو – شيري سام لاعبة كرة سلة من الولايات المتحدة الأمريكية.
- 6 مايو – جيسي وا فنان أمريكي.
- 7 مايو – بريكين ماير
- 7 مايو – بن بوستروم متسابق دراجات نارية من الولايات المتحدة الأمريكية.
- 9 مايو – ديلان لورين
- 15 مايو – أحمد زابا
- 15 مايو – جنيفر ريزوتي
- 15 مايو – راسل هورنسبي ممثل أمريكي.
- 16 مايو – شون كاريجان ممثل أمريكي.
- 16 مايو – مايك موجيس
- 17 مايو – إيدي لويس لاعب كرة قدم أمريكي.
- 17 مايو – سندهيل رامامورثي
- 22 مايو – شون غن ممثل أمريكي.
- 23 مايو – جيول
- 27 مايو – فانيسا بلو ممثلة إباحية أمريكية.
- 30 مايو – سيلو غرين

### يونيو
- 3 يونيو – أريان زوكر ممثلة أمريكية.
- 3 يونيو – ديماركوس كورلي ملاكم من الولايات المتحدة الأمريكية.
- 4 يونيو – جوني تايلور لاعب كرة سلة أمريكي.
- 4 يونيو – كاتي سميث
- 5 يونيو – تشاد ألين
- 6 يونيو – جوناثان كيرنر لاعب كرة سلة أمريكي.
- 9 يونيو – كريس مغوثري لاعب كرة سلة أمريكي.
- 11 يونيو – غريغ فاني لاعب كرة قدم أمريكي.
- 12 يونيو – جوزيف بلير لاعب كرة سلة أمريكي.
- 12 يونيو – كيري كيتليس لاعب كرة سلة أمريكي.
- 13 يونيو – براند رودريك عارضة أزياء وممثلة أمريكية.
- 14 يونيو – جوشوا رادن موسيقي أمريكي.
- 14 يونيو – ستيف رالستون لاعب كرة قدم أمريكي.
- 16 يونيو – ديفيد فيزديل
- 21 يونيو – ماغي سيف ممثلة أمريكية.
- 22 يونيو – دونالد فيزن
- 23 يونيو – دونتونيو وينغفيلد لاعب كرة سلة أمريكي.
- 25 يونيو – جيف كوهن
- 28 يونيو – روب ديرديك

### يوليو
- 1 يوليو – يولاندا مور
- 3 يوليو – جيمي فيك لاعب كرة سلة أمريكي.
- 4 يوليو – أدريان غريفين
- 4 يوليو – جيل كريبس لاعبة كرة مضرب أمريكية.
- 6 يوليو – كلارنس آدامز ملاكم من الولايات المتحدة الأمريكية.
- 12 يوليو – غريغوري هيلمز مصارع محترف من الولايات المتحدة الأمريكية.
- 18 يوليو – ديريك أندرسون لاعب كرة سلة من الولايات المتحدة الأمريكية.
- 19 يوليو – فينسنت سباديا لاعب كرة مضرب أمريكي.
- 20 يوليو – سيمون ريكس
- 23 يوليو – موريس غرين
- 25 يوليو – تود فولر لاعب كرة سلة أمريكي.
- 25 يوليو – جاي فيرغسون ممثل أمريكي.
- 26 يوليو – بوبا ويلز
- 27 يوليو – بيت يورن موسيقي أمريكي.
- 28 يوليو – أفرومان
- 29 يوليو – جوش رادنر
- 30 يوليو – هيلاري سوانك

### أغسطس
- 1 أغسطس – مينغ تشن
- 5 أغسطس – ديتيري مايس لاعب كرة سلة أمريكي.
- 5 أغسطس – فرانكي هايدوك لاعب كرة قدم أمريكي.
- 6 أغسطس – ألفين ويليامز
- 7 أغسطس – شيكو بنيمون ممثل أمريكي.
- 7 أغسطس – مايكل شانون
- 9 أغسطس – ديريك فيشر
- 11 أغسطس – أفيون كروكيت ممثل أمريكي.
- 11 أغسطس – كريس ميسينا ممثل أمريكي.
- 12 أغسطس – ويندي بالمر لاعبة كرة سلة أمريكية.
- 13 أغسطس – أورلاندو أندرسون ممثل من الولايات المتحدة الأمريكية.
- 14 أغسطس – تشاكي آتكينز لاعب كرة سلة من الولايات المتحدة الأمريكية.
- 14 أغسطس – جيري يلسورث
- 14 أغسطس – كريستوفر غورهام ممثل أمريكي.
- 18 أغسطس – شانون جونسون
- 18 أغسطس – فيودور تشين
- 20 أغسطس – ميشا كولينز ممثل أمريكي.
- 21 أغسطس – نوي كاستيلو لاعب كرة سلة فلبيني.
- 22 أغسطس – ميليندا بيج هاميلتون ممثلة أمريكية.
- 24 أغسطس – إريك منك لاعب كرة سلة أمريكي.
- 26 أغسطس – كيلفن كاتو لاعب كرة سلة أمريكي.
- 27 أغسطس – جورج بليدز
- 30 أغسطس – ريمي هاملتون لاعب كرة قدم أمريكية من الولايات المتحدة الأمريكية.

### سبتمبر
- 2 سبتمبر – جيسون لوسون لاعب كرة سلة أمريكي.
- 3 سبتمبر – فوغن بين ملاكم من الولايات المتحدة الأمريكية.
- 6 سبتمبر – جوستين والين ممثل أمريكي.
- 6 سبتمبر – سارة ماديسون ممثلة أمريكية.
- 7 سبتمبر – أنطونيو مكديس لاعب كرة سلة من الولايات المتحدة الأمريكية.
- 10 سبتمبر – بن والاس لاعب كرة سلة أمريكي.
- 10 سبتمبر – ريان فيليب ممثل أمريكي.
- 11 سبتمبر – ديليشا ميلتون جونز
- 12 سبتمبر – جينيفر نيتليس مغنية أمريكية.
- 13 سبتمبر – ترافيس نايت لاعب كرة سلة أمريكي.
- 13 سبتمبر – راندال بيلي ملاكم من الولايات المتحدة الأمريكية.
- 16 سبتمبر – جوليان كاسترو سياسي أمريكي.
- 16 سبتمبر – خواكين كاسترو سياسي أمريكي.
- 17 سبتمبر – رشيد والاس لاعب كرة سلة أمريكي.
- 18 سبتمبر – إكسزيبيت
- 19 سبتمبر – جيمي فالون
- 21 سبتمبر – برايس درو
- 22 سبتمبر – دارنيل ويلسون
- 22 سبتمبر – غاري ترنت لاعب كرة سلة أمريكي.
- 23 سبتمبر – مات هاردي
- 24 سبتمبر – جيم توماس لاعب كرة مضرب أمريكي.
- 24 سبتمبر – كيوان جاريس لاعب كرة سلة أمريكي.
- 26 سبتمبر – جاري هول سباح أمريكي.
- 27 سبتمبر – كاري براونستين
- 28 سبتمبر – تشارلز كورنيغاي لاعب كرة سلة أمريكي.
- 29 سبتمبر – أندريا روزين ممثلة أمريكية.
- 29 سبتمبر – الكسيس كروز ممثل أمريكي.
- 29 سبتمبر – جيف شيبارد لاعب كرة سلة أمريكي.
- 30 سبتمبر – أشلي هاميلتون ممثل أمريكي.
- 30 سبتمبر – دانيال وو ممثل أمريكي.

### أكتوبر
- 2 أكتوبر – أنتوني جونسون لاعب كرة سلة أمريكي.
- 6 أكتوبر – جيرمي سيستو ممثل أمريكي.
- 7 أكتوبر – أليسون مون
- 8 أكتوبر – رشارد جريفيث لاعب كرة سلة أمريكي.
- 9 أكتوبر – كيث بوث
- 11 أكتوبر – كاني كوسوغي ممثل أمريكي.
- 14 أكتوبر – كيم ويليامز لاعبة كرة سلة أمريكية.
- 14 أكتوبر – ناتالي ماينز
- 14 أكتوبر – هوراس جنكينز لاعب كرة سلة أمريكي.
- 16 أكتوبر – أندريه كارسن سياسي أمريكي.
- 18 أكتوبر – جوي براينت
- 20 أكتوبر – جيرالد هونيكات لاعب كرة سلة أمريكي.
- 22 أكتوبر – جيف مكينيس لاعب كرة سلة أمريكي.
- 23 أكتوبر – غلودن جونسون ملاكم من الولايات المتحدة الأمريكية.
- 24 أكتوبر – جون برغماير ممثل أمريكي.
- 26 أكتوبر – روزماري ديويت ممثلة أمريكية.
- 28 أكتوبر – جيك كاسدين ممثل ومخرج أمريكي.
- 28 أكتوبر – خواكين فينيكس
- 28 أكتوبر – دايانارا توريس

### نوفمبر
- 2 نوفمبر – نيللي
- 5 نوفمبر – جيري ستاكهاوس لاعب كرة سلة أمريكي.
- 5 نوفمبر – ريان آدامز
- 11 نوفمبر – ليوناردو دي كابريو ممثل ومنتج أفلام أمريكي.
- 12 نوفمبر – ريبيكا ويزوكي ممثلة أمريكية.
- 14 نوفمبر – أدينا هوارد
- 15 نوفمبر – أماندا رينتيريا لاعبة كرة لينة من الولايات المتحدة الأمريكية.
- 16 نوفمبر – جون كون
- 17 نوفمبر – ليزلي بيب
- 18 نوفمبر – كلوي سيفاني
- 19 نوفمبر – أيمي بروكس ممثلة أمريكية.
- 23 نوفمبر – تورا سوبر لاعبة كرة سلة من الولايات المتحدة الأمريكية.
- 23 نوفمبر – مالك روز لاعب كرة سلة أمريكي.
- 24 نوفمبر – تشارلز هاو ملاكم من الولايات المتحدة الأمريكية.
- 29 نوفمبر – مايك بينبيرثي لاعب كرة سلة أمريكي.

### ديسمبر
- 2 ديسمبر – جروفر وايلي ملاكم من الولايات المتحدة الأمريكية.
- 3 ديسمبر – ترينا
- 5 ديسمبر – ستايسي لوفلاس تولبرت لاعبة كرة سلة أمريكية.
- 7 ديسمبر – كريستي لو ستاوت صحفية من الولايات المتحدة الأمريكية.
- 9 ديسمبر – جاكلين لوفيل
- 10 ديسمبر – ميج وايت موسيقية أمريكية.
- 11 ديسمبر – ري ميستيريو مصارع محترف من الولايات المتحدة الأمريكية.
- 15 ديسمبر – بي جاي بيرن ممثل أمريكي.
- 17 ديسمبر – جيوفاني ريبيسي ممثل أمريكي.
- 17 ديسمبر – سارة بولسون ممثلة أمريكية.
- 18 ديسمبر – كاري بايرون
- 20 ديسمبر – سامانثا باك ممثلة أمريكية.
- 26 ديسمبر – جوشوا ميلر
- 27 ديسمبر – ديفين ديفيس لاعب كرة سلة أمريكي.

## وفيات

### يناير
- 2 يناير – تيكس ريتر (مواليد 1905)
- 16 يناير – فريد أندرو سيتون (مواليد 1909) سياسي أمريكي.
- 18 يناير – بيل فينغر (مواليد 1914)
- 31 يناير – جلين موريس (مواليد 1912)

### فبراير
- 8 فبراير – فيرن أندرا (مواليد 1894) ممثلة ألمانية.
- 21 فبراير – لويس مارتن (مواليد 1895) ممثل أمريكي.

### مارس
- 4 مارس – أدولف غوتليب (مواليد 1903) فنان أمريكي.
- 7 مارس – لويس ويليامز دوغلاس (مواليد 1894) سياسي أمريكي.
- 9 مارس – إيرل سوثرلند (مواليد 1915) عالم وظائف أعضاء من الولايات المتحدة الأمريكية.
- 20 مارس – تشيت هنتلي (مواليد 1911)
- 22 مارس – بيتر ريفسون (مواليد 1939)
- 26 مارس – إدوارد كوندون (مواليد 1902)
- 29 مارس – تيدي ياروسز (مواليد 1910) ملاكم من الولايات المتحدة الأمريكية.

### أبريل
- 5 أبريل – وليام هدسون (مواليد 1925) ممثل أمريكي.
- 10 أبريل – كيرت كونواي (مواليد 1915) ممثل أمريكي.
- 13 أبريل – جيفرسون كافيري (مواليد 1886) دبلوماسي أمريكي.
- 16 أبريل – بيتي آن كيغان (مواليد 1920) سياسية أمريكية.
- 16 أبريل – جونستون موراي (مواليد 1902) سياسي أمريكي.
- 24 أبريل – باد أبوت (مواليد 1897)
- 30 أبريل – أغنيس مورهيد (مواليد 1900) ممثلة أمريكية.

### مايو
- 7 مايو – جيمس ريد هيرينج (مواليد 1896) ملاكم من الولايات المتحدة الأمريكية.
- 7 مايو – فريدريك كيلي (مواليد 1891)
- 20 مايو – تشارلي بيلكنتون (مواليد 1897) ملاكم من الولايات المتحدة الأمريكية.
- 24 مايو – ديوك إلينغتون (مواليد 1899)
- 24 مايو – كلايد كوان (مواليد 1919)

### يونيو
- 15 يونيو – ماري أر كالفيرت (مواليد 1884) عالمة فلك أمريكية.
- 17 يونيو – باميلا بريتون (مواليد 1923)
- 18 يونيو – جورج كيلي (مواليد 1887)
- 28 يونيو – فانيفار بوش (مواليد 1890) سياسي أمريكي.

### يوليو
- 3 يوليو – جون كرو رانسوم (مواليد 1888) شاعر أمريكي.
- 9 يوليو – إيرل وارين (مواليد 1891) سياسي أمريكي.
- 17 يوليو – تشيت براندنبورغ (مواليد 1897) ممثل من الولايات المتحدة الأمريكية.
- 19 يوليو – جو فلين (مواليد 1924) ممثل أمريكي.

### أغسطس
- 6 أغسطس – جانبوت سميث (مواليد 1887) ملاكم من الولايات المتحدة الأمريكية.
- 7 أغسطس – فيرجينيا أبغار (مواليد 1909)
- 10 أغسطس – ألبرت باركر (مواليد 1885)
- 10 أغسطس – والاس بورد (مواليد 1900) كيميائي أمريكي.
- 15 أغسطس – إدموند كوب (مواليد 1892) ممثل من الولايات المتحدة الأمريكية.
- 17 أغسطس – إدغار ديرينغ (مواليد 1893) ممثل أمريكي.
- 26 أغسطس – تشارلز لندبرغ (مواليد 1902)

### سبتمبر
- 4 سبتمبر – كريتون أبرامز (مواليد 1914) ضابط من الولايات المتحدة الأمريكية.
- 14 سبتمبر – باربرا جو ألين (مواليد 1906) ممثلة أمريكية.
- 14 سبتمبر – وارن هال (مواليد 1903)
- 21 سبتمبر – والتر برينان (مواليد 1894) ممثل أمريكي.
- 28 سبتمبر – جيمس ويب (مواليد 1909) كاتب أمريكي.

### أكتوبر
- 1 أكتوبر – رالف بيشوب (مواليد 1915)
- 1 أكتوبر – ستيفن لاتشفورد (مواليد 1883) دبلوماسي من الولايات المتحدة الأمريكية.
- 4 أكتوبر – آن سكستون (مواليد 1928)
- 7 أكتوبر – هنري كادبوري (مواليد 1883) مؤرخ من الولايات المتحدة الأمريكية.
- 13 أكتوبر – إد سوليفان (مواليد 1901)

### نوفمبر
- 4 نوفمبر – بيرت باتينود (مواليد 1909) لاعب كرة قدم أمريكي.
- 10 نوفمبر – بينجامين إيدوين (مواليد 1895) لاعب بيسبول دفاع خارجي أمريكي.
- 13 نوفمبر – كارين سيلكوود (مواليد 1946)
- 14 نوفمبر – جوني ماك براون (مواليد 1904)
- 29 نوفمبر – إتش إل هانت (مواليد 1889) رجل أعمال من الولايات المتحدة الأمريكية.
- 29 نوفمبر – جيمس جي برادوك (مواليد 1905) ملاكم من الولايات المتحدة الأمريكية.
- 29 نوفمبر – ويدا بيرجير (مواليد 1886)

### ديسمبر
- 5 ديسمبر – هازل هوتشكيس وايتمان (مواليد 1886)
- 9 ديسمبر – والتر جايتون كادي (مواليد 1874) فيزيائي أمريكي.
- 11 ديسمبر – ريد هادلي (مواليد 1911)
- 14 ديسمبر – والتر ليبمان (مواليد 1889) صحفي أمريكي.
- 17 ديسمبر – يوجين رلى (مواليد 1908) سياسي أمريكي.
- 21 ديسمبر – ريتشارد لونغ (مواليد 1927) ممثل أمريكي.
- 26 ديسمبر – جاك بيني (مواليد 1894)
- 29 ديسمبر – روبرت إليس (مواليد 1892)
- 30 ديسمبر – سيد تيريس (مواليد 1904) ملاكم من الولايات المتحدة الأمريكية.